# (20016) Rietschel
(20016) Rietschel is een planetoïde uit de hoofdgordel, die op 8 oktober 1991 door de Duitse astronoom Freimut Börngen werd ontdekt.
De planetoïde werd vernoemd naar de Duitse classicistische beeldhouwer Ernst Rietschel.